# MKS Instruments
MKS Instruments, Inc. (NASDAQ: MKSI

) er en amerikansk producent af instrumenter til proceskontrol. De har hovedkvarter i Andover, Massachusetts.
MKS Instruments blev etableret i 1961 som en udbyder af produkter og teknologier til måling, kontrol, strøm og overvågning af produktionsprocesser i industrien.